# Municipio de San Juan Petlapa
El municipio de San Juan Petlapa (del náhuatl: petlatl, atl, pan ‘estera, agua, en’‘En el agua de las esteras’) es uno de los 570 municipios que conforman al estado mexicano de Oaxaca. Pertenece al distrito de Choapam, dentro de la región Papaloapan. Su cabecera es la localidad de San Juan Petlapa.

## Geografía
El municipio abarca 196.82 km² y se encuentra a una altitud promedio de 720 m s. n. m., oscilando entre 2800 y 100 m s. n. m.
Colinda al norte con los municipios de Santiago Camotlán y Santiago Jocotepec; al este con el municipio de Santiago Choápam y Santiago Jocotepec; al sur con San Ildefonso Villa Alta y Santiago Choápam; y al oeste con Santiago Camotlán y San Ildefondo Villa Alta.

### Fisiografía
El municipio se encuentra completamente dentro de la provincia de la Sierra Madre del Sur, en la subprovincia de las Sierras orientales y en el sistema de topoformas de la Sierra alta compleja.

### Hidrografía
El municipio pertenece a la cuenca del río Papaloapan, dentro de la región hidrológica del Papaloapan. Prácticamente todo su territorio se encuentra en la subcuenca del río Manso, con pequeñas partes en el río Playa y el río de la Lana.

## Clima
El clima de San Juan Petlapa es cálido húmedo con lluvias todo el año en la mitad de su territorio, semicálido húmedo con lluvias todo el año en el 45% y templado húmedo con lluvias en verano en el 5% restante del municipio. Tiene un rango de temperatura promedio de 16 a 26 grados celcius y un rango de precipitación de 1500 a 3500 mm.

## Demografía
De acuerdo al último censo, realizado por el INEGI en 2010, en el municipio habitan 2807 personas, repartidas entre 6 localidades. Del total de habitantes de San Juan Petlapa, 2415 dominan alguna lenga indígena.

### Grado de marginación
De acuerdo a los estudios realizados por la Secretaría de Desarrollo Social en 2010, el 77% de la población del municipio vive en condiciones de pobreza extrema. El grado de marginación de San Juan Petlapa es clasificado como Muy alto. Desde 2013 es parte de la Cruzada nacional contra el hambre.

## Política
El municipio se rige mediante el sistema de usos y costumbres, eligiendo gobernantes cada año de acuerdo a un sistema establecido por las tradiciones de sus antepasados.